# Jean André Alfred Cluysenaar
Jean André Alfred Cluysenaar, född 24 september 1837 i Bryssel, död 1902, var en belgisk konstnär.
Cluysenaar tillhörde under sin tid en av de mest berömda belgiska historiemålarna, mestadels verksam i Bryssel. Han fick bland annat i uppdrag att utföra en freskcykel i universitetshuset i Gent.